# Verfassung des Fürstentums Reuß älterer Linie
Die Verfassung des Fürstentums Reuß älterer Linie war 1868 bis 1919 die Verfassung des Fürstentums Reuß älterer Linie.

## Geschichte
Obwohl Art. 13 der deutschen Bundesakte vorsah, dass in allen Ländern des deutschen Bundes landständische Verfassungen und Landtag eingerichtet werden sollten, war im Fürstentum Reuß-Greiz weder eine Verfassung erlassen noch ein moderner Landtag einberufen worden. Die Fürsten waren anti-konstitutionell eingestellt.
Im Rahmen der Revolution von 1848/1849 in Reuß älterer Linie wurde ein Beratungslandtag einberufen, der im Sommer 1851 einen Verfassungsentwurf vorlegte. Dieser wurde jedoch nie durch den Fürsten bestätigt und trat damit nie in Kraft.
Im Deutschen Krieg 1866 stand Reuß ä. L. als Verbündeter Österreichs auf der Verliererseite. Das Fürstentum blieb erhalten, musste jedoch in den von Preußen neu gegründeten Norddeutschen Bund eintreten. Nun war eine Verfassung zwingend geworden. Regentin Caroline von Hessen-Homburg beauftragte ihren Regierungschef Hugo Moritz Herman mit der Ausarbeitung eines Verfassungsentwurfs. Dieser bildete eine Verfassungskommission, der er selbst, der noch unmündige Fürst Heinrich XXII., der Regierungsrat Moritz Kunze, Bruno von Geldern-Crispendorf und Heinrich von Kommerstädt angehörten. Am 13. März 1867 wurde der erarbeitete Verfassungsentwurf der altständischen Versammlung übergeben. Die Landstände billigten die Verfassung am 23. März 1867 mit kleineren Änderungen und die Verfassung wurde am 28. März 1867 (der Tag an dem Heinrich XXII. volljährig wurde) in Kraft gesetzt.
Die Verfassung blieb bis zur Novemberrevolution 1918 in Kraft. Danach wurde zunächst das Fürstentum zur Republik und ging 1919 im Volksstaat Reuß auf.

## Inhalt
Der 1. Abschnitt (§§ 1 bis 12) behandelte die Stellung des Fürsten. Der 2. Absatz (§§ 13 bis 20) regelte den Umgang mit dem Staats- und Kammervermögen sowie dem Privatvermögen des Fürsten. Der 3. Abschnitt (§§ 21 bis 34) kodifizierte die Rechte und Pflichten der Staatsangehörigen. Diese entsprachen weitgehend dem Geist der Zeit. Gleichheit vor dem Gesetz, gleicher Zugang zu öffentlichen Ämtern (wobei die Zugehörigkeit zu einer anerkannten christlichen Konfession vorausgesetzt wurde), Briefgeheimnis und Eigentum wurden gewährleistet, die Patrimonialgerichtsbarkeit abgeschafft und die allgemeine Wehrpflicht eingeführt.
Der 4. Abschnitt (§§ 37 bis 46) behandelte die Beamtenschaft und der 5. Abschnitt (§§ 37 bis 45) das Rechtswesen, siehe hierzu Gerichte in Reuß älterer Linie. Der 6. Abschnitt behandelte (§§ 46 bis 52) Kirchenfragen, wozu auch das Schulwesen gehörte. Der 7. Abschnitt (§§ 53 bis 86) behandelte den Greizer Landtag. Diese Regelungen fielen deutlich hinter die Regelungen in anderen Ländern zurück. Der Landtag hatte nur eingeschränkte Kompetenzen, der Fürst ernannte darüber hinaus drei von zwölf Abgeordneten selbst. Der 8. Abschnitt (§§ 87 bis 92) traf Übergangsregelungen.